# Bratzillaz (bonecas)
Bratzillaz é uma linha americana de bonecas de moda lançada pela MGA Entertainment em 2012. As bonecas, um spin-off da popular franquia Bratz, foram projetadas para competir contra as bonecas da Mattel, Monster High. Bratzillaz são bruxas com poderes especiais que tornam cada personagem único.  As meninas Bratzillaz são primas das Bratz e cada personagem principal tem um nome semelhante a um personagem Bratz. 